# Krasnovo
Krasnovo (bulgariska: Красново) är ett distrikt i Bulgarien.   Det ligger i kommunen Obsjtina Chisarja och regionen Plovdiv, i den centrala delen av landet, 100 km öster om huvudstaden Sofia.
Trakten runt Krasnovo består till största delen av jordbruksmark. Runt Krasnovo är det ganska glesbefolkat, med 30 invånare per kvadratkilometer.